# Perimirim
Perimirim é uma vila pesqueira localizada no município de Augusto Corrêa, no estado do Pará. Situa-se a aproximadamente 9 km da sede municipal, nas proximidades de um estuário, onde o Rio Urumajó deságua no oceano Atlântico.
De acordo com dados do IBGE de 2000, a comunidade apresentava uma área estimada de 3.000 km² e uma população de 658 habitantes.

## História
A formação da comunidade de Perimirim está relacionada ao deslocamento de moradores da ilha de Croa-Comprida, ocorrido no final da década de 1970, em decorrência da erosão costeira e subsidência provocadas pelo avanço do mar. As famílias, compostas majoritariamente por pescadores artesanais, migraram para a margem direita do Rio Urumajó, abundante em mirinzal, peixe característico da região amazônica.
A economia local é baseada na pesca artesanal, atividade de subsistência que garante o sustento da maior parte dos moradores, os quais utilizam práticas adaptadas às variações das marés.

## Cultura
O calendário religioso local tem como principal evento a Festa de São Pedro, que é padroeiro dos pescadores, e envolve celebrações litúrgicas e comunitárias. Na localidade, realiza-se também a Regata dos Pescadores, uma competição de embarcações à vela, de caráter esportivo e cultural, promovida pela própria comunidade. A regata, acontece anualmente em setembro e atrai também praticantes de kitesurf.

## Infraestrutura
A comunidade possui acesso rodoviário por estradas de terra que a conectam à sede municipal de Augusto Corrêa. Conta com serviços básicos limitados, como energia elétrica, um pequeno comércio e equipamentos comunitários elementares.